# Ibn Qalaqis
Abu ʾl-Fatḥ Naṣr Allāh ibn ʿAbd Allāh (en árabe: ابن قلاقس الإسكندري‎ ; 1137–1172), también conocido como Ibn Qalaqis (o Kalakis) y al-Qāḍī al-aʿazz ("el juez más honorable"), fue un poeta y escritor árabe egipcio. Pasó sus últimos años viajando ampliamente entre Sicilia y Yemen. Las colecciones de poemas y cartas que legó contienen mucha información valiosa para los historiadores.

## Vida
Ibn Qalaqis nació en 532 d. H. (1137 d. C.) en Alejandría, en ese entonces parte del califato fatimí. Se mudó a El Cairo donde estudió con Abu Tahir al-Silafi. Entre 1165 y 1166, escribió al qāʾid (líder) siciliano Abu'l-Qasim ibn Hammud ibn al-Hajar, solicitándole asistencia financiera para su ḥajj (peregrinación) a La Meca. Encontró dificultades en Egipto y nunca fue, sino que aceptó la invitación de Abu'l-Qasim para acudir a la isla de Sicilia, entonces parte del reino normando, pero aún conservando una vibrante cultura árabe. Arribó a Mesina el 11 de mayo de 1168 y permaneció en la isla al menos hasta abril de 1169.
En Sicilia, se alojó en Palermo en casa de su patrón Abu'l-Qasim. Llegó el 9 de junio de 1168 al comienzo del Ramadán, y pasó los meses siguientes visitando los jardines de la Conca d'Oro y los palacios reales. Dedicó qaṣīdas a Abu'l-Qasim y sus tres hijos, Abu Bakr, Umar y Uthman.
En el verano de 1168, tuvo una pelea con Abu'l-Qasim, tal vez por su amistad con al-Sadid Abu'l-Maqarim Hibat Allah ibn al-Husri. Hugo Falcando describió la enemistad entre Abu'l-Qasim, «el más noble y poderoso de los musulmanes sicilianos», y al-Sadid, «el más rico de los musulmanes», cuya amistad con Ibn Qalaqis podría haberse remontado a 1161. Mientras se preparaba para regresar a Egipto, se le concedió una audiencia con el rey Guillermo I y la reina Margarita. Escribió qaṣīdas a ambos monarcas y a Ricardo el Qaid, un antiguo musulmán que probablemente organizó la audiencia.
Desde Palermo, fue a Termini, Cefalú, Caronia, Patti, Oliveri, y Milazzo antes de detenerse en Siracusa para embarcarse a Egipto. Allí, sin embargo, escribió un qaṣīda a Abu'l-Qasim, quien luego lo aceptó de regreso. Regresó a Palermo vía Lentini, Caltavuturo y Termini. Regresó a Palermo el 2 de enero de 1169, cuando escribió una qaṣīda sobre el nacimiento de un sobrino de Abu'l-Qasim. Escribió una qaṣīda de despedida en abril de 1169 y se fue de Sicilia poco después.
A fines de 1169 o principios de 1170, viajó a Yemen, entonces gobernado por los zuráyidas, quienes reconocieron la autoridad fatimí. Pasó por el puerto egipcio de Aidhab . Sufrió un naufragio poco después de salir de Sicilia. El propósito de su visita pudo haber sido comercial o diplomático, ya que había sido instado por el poeta fatimí Umara al-Yamani a ver al visir de Adén, Abu Bakr al-Idi. En Yemen, además de Adén, también visitó Zabid.
En su viaje de regreso a Aidhab, sufrió otro naufragio, esta vez en las islas Dahlak. Se vio obligado a buscar la hospitalidad del sultán de Dahlak. Durante su estancia en Dahlak, vio las ruinas del antiguo puerto de Badi, que describió en un poema. Finalmente llegó hasta Aidhab, donde murió en el año 567 d. H. (1172 d. C.).

## Escritos
La poesía de Ibn Qalaqis fue recopilada en un diwan (una colección de poemas cortos), editado y publicado contemporáneamente. Sus poemas suelen ser elogios a muchos gobernantes y funcionarios importantes de Egipto, Sicilia y Yemen, y elogia a los últimos califas fatimíes y a sus visires, como Ibn Masal y Shawar.
También sobrevive una colección de cartas de Ibn Qalaqis en forma de novela epistolar, conocida como Tarassul. En estas cartas, escribió a amigos, patrocinadores y funcionarios fatimíes tanto en Egipto como en Yemen.
También escribió un libro, al-Zahr al-bāsim fī awṣāf Abī'l-Qāsim, en honor a Abu'l-Qasim. Se cita tanto en prosa como en verso en la Kharīda de Imad ad-Din al-Isfahani, en la sección sobre los poetas de Egipto. La obra describe con cierto detalle sus viajes a Sicilia, especialmente en la muqaddima (prólogo). También es fundamental para establecer el árbol genealógico de Abu'l-Qasim.